# Banco Central de Siria
El Banco Central de Siria (en árabe: مصرف سورية المركزي‎: , Masrif Suriat Almarkazi) es la autoridad bancaria de Siria. Con sede en Damasco, cuenta con 11 sucursales en distintas capitales provinciales.  Fue creado en 1953 y empezó sus operaciones en 1956. El objetivo del banco es "fomentar la estabilidad y la eficiencia del sistema financiero y de pagos de Siria a fin de promover un desarrollo macroeconómico óptimo".

## Reservas de oro
Desde el estallido de la guerra civil siria (2011), se sabe que las reservas de oro de Siria se han reducido a la mitad,  desde la cantidad anterior a la guerra civil de alrededor de $ 17 mil millones, debido a que el gobierno sirio vendió sus reservas como una forma de hacer frente a las sanciones internacionales. El gobernador del Banco Central de Siria, Adib Mayalah, ha tratado de negar estos informes. Esto es similar a cómo el gobierno sirio tiene que usar sus reservas de divisas para satisfacer las demandas de un déficit presupuestario que ha aumentado en gran medida a alrededor de $ 6,7 mil millones de dólares USD.

## Gobernadores
- (1956–1961) Izzat Traboulsi
- (1961–1963) Hosni Al Sawaf
- (1963–1963) Nourallah Nourallah
- (1963–1970) Adnan Al Farra
- (1971–1978) Nasouh Al Dakkak
- (1978–1984) Rifaat Al Akkad
- (1984–1987) Hisham Mutawalli
- (1987–1995) Mohammad Al Sharif
- (1995–2004) Mohammad Bashar Kabbarah
- (2005–2016) Adib Mayaleh
- (2016–2018) Duraid Durgam
- (2018–2021) Hazem Karfoul
- (2021–2024) Mohammed Issam Hazima
- (2024–presente) Maysaa Sabreen

## Acontecimientos recientes
Países como Estados Unidos, Canadá, la Unión Europea, la Liga Árabe y Turquía impusieron sanciones al banco central debido a la guerra civil siria. En el caso de Estados Unidos, las sanciones ya se habían aplicado contra el Banco Central de Siria como resultado de la Sección 311 de la ley Patriótica, que acusaba al Banco de lavado de dinero.
El Banco Central de Siria ha estado tratando activamente de socavar estas diversas sanciones, con funcionarios del Banco reunidos con instituciones amigas como los ejecutivos de Gazprombank en Moscú en marzo de 2012. El Banco Central de Siria ha asumido un papel cada vez más clandestino en el sector privado nacional debido a que la economía en quiebra del país ha disuadido a la inversión extranjera.
Durante la guerra civil siria, el edificio del Banco Central fue atacado tres veces. En abril de 2012, una granada propulsada por cohete fue disparada contra el edificio, en abril de 2013 fue afectada por un coche bomba cerca y en octubre de 2013 fue alcanzada por proyectiles de mortero.